# ロックリー男爵
ロックリー男爵（ロックリーだんしゃく、英: Baron Rockley）は、連合王国貴族の男爵位。
ソールズベリー侯爵セシル家の分流であるイヴリン・セシルが1934年に叙されたのに始まる。

## 歴史
第2代ソールズベリー侯爵ジェイムズ・ガスコイン＝セシルの三男ユースタス・セシル卿(1834–1921)の長男イヴリン・セシル(1865–1941)は、保守党の庶民院議員を務め、1934年1月11日の勅許状によって連合王国貴族ドーセット州におけるライチェットのロックリー男爵（Baron Rockley, of Lytchett Heath in the County of Dorset）に叙された。
以降、親から息子への直系で継承され続けている。2016年現在の当主は4代男爵アンソニー・ロバート・セシル(1961-)である。

## ロックリー男爵 (1934年)
- 初代ロックリー男爵イヴリン・セシル (1865–1941)
- 2代ロックリー男爵ロバート・ウィリアム・イヴリン・セシル (1901–1976)
- 3代ロックリー男爵ジェイムズ・ヒュー・セシル (1934-2011)
- 4代ロックリー男爵アンソニー・ロバート・セシル (1961-)
  - 法定推定相続人は現当主の息子ウィリアム・イヴリン・セシル (1996-)